# Coll de la Comtessa
El Coll de la Comtessa és una collada situada a 511,5 m alt a la carena de la Serra de l'Albera que separa els termes comunals del Pertús, a la comarca del Vallespir, a la Catalunya Nord i de la Jonquera, que pertany a l'Alt Empordà.
És a la zona sud-est del terme del Pertús, al nord-oest del Pic de la Puja i al sud-est del Puig Moll.
En aquest coll hi ha la fita de frontera número 580: una altra de les fites piramidals construïdes el 1764, amb el número en negre dins del marc blanc que el sol envoltar en la majoria de fites. És 3 metres al sud del camí.